# Унрек
Унре́к (каз. Үңірек) — село у складі Шетського району Карагандинської області Казахстану. Адміністративний центр Шетського сільського округу.
Населення — 407 осіб (2021; 541 у 2009, 853 у 1999, 1634 у 1989).
Національний склад станом на 1989 рік:
- казахи — 100 %.